# New Stratos

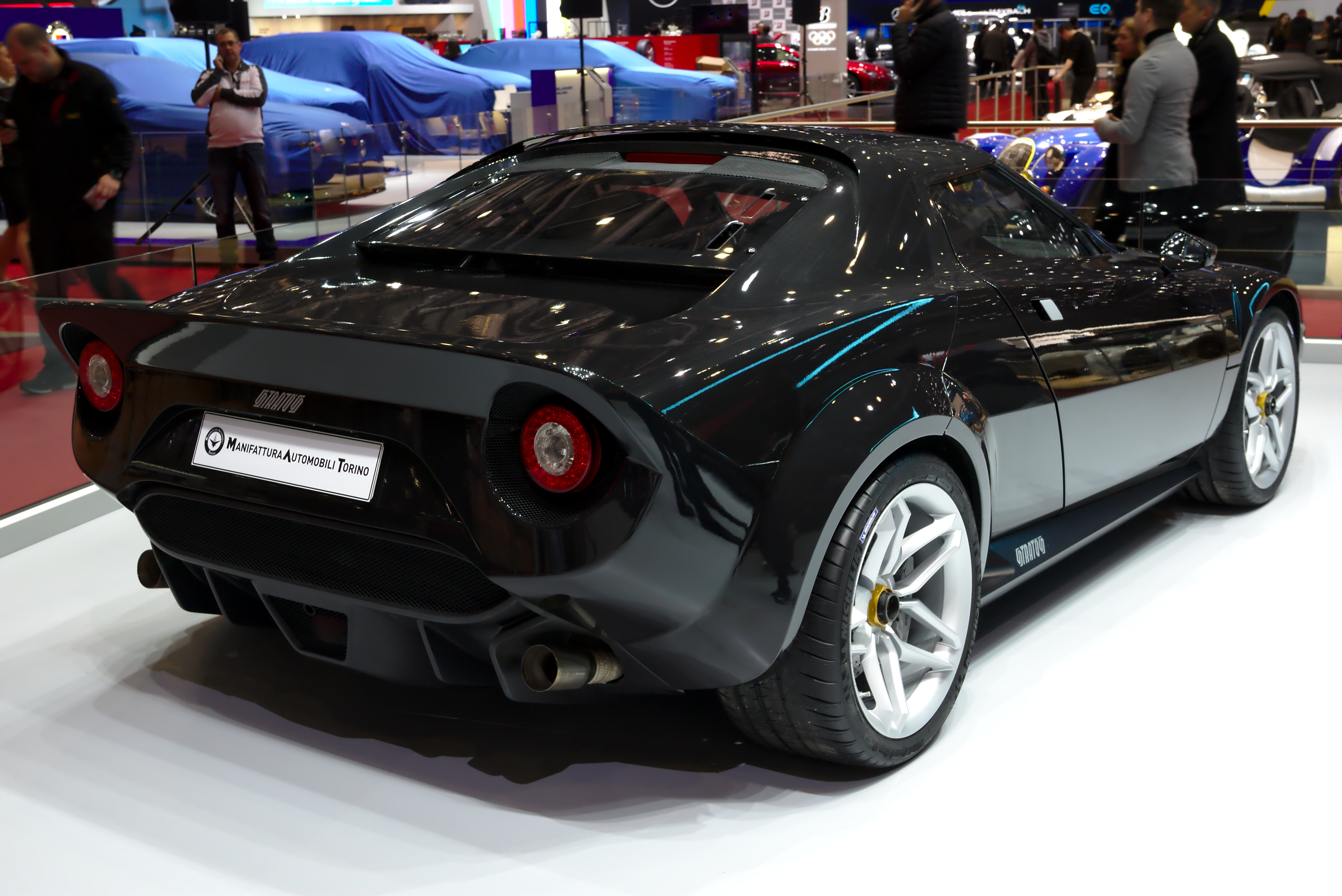
Heckansicht

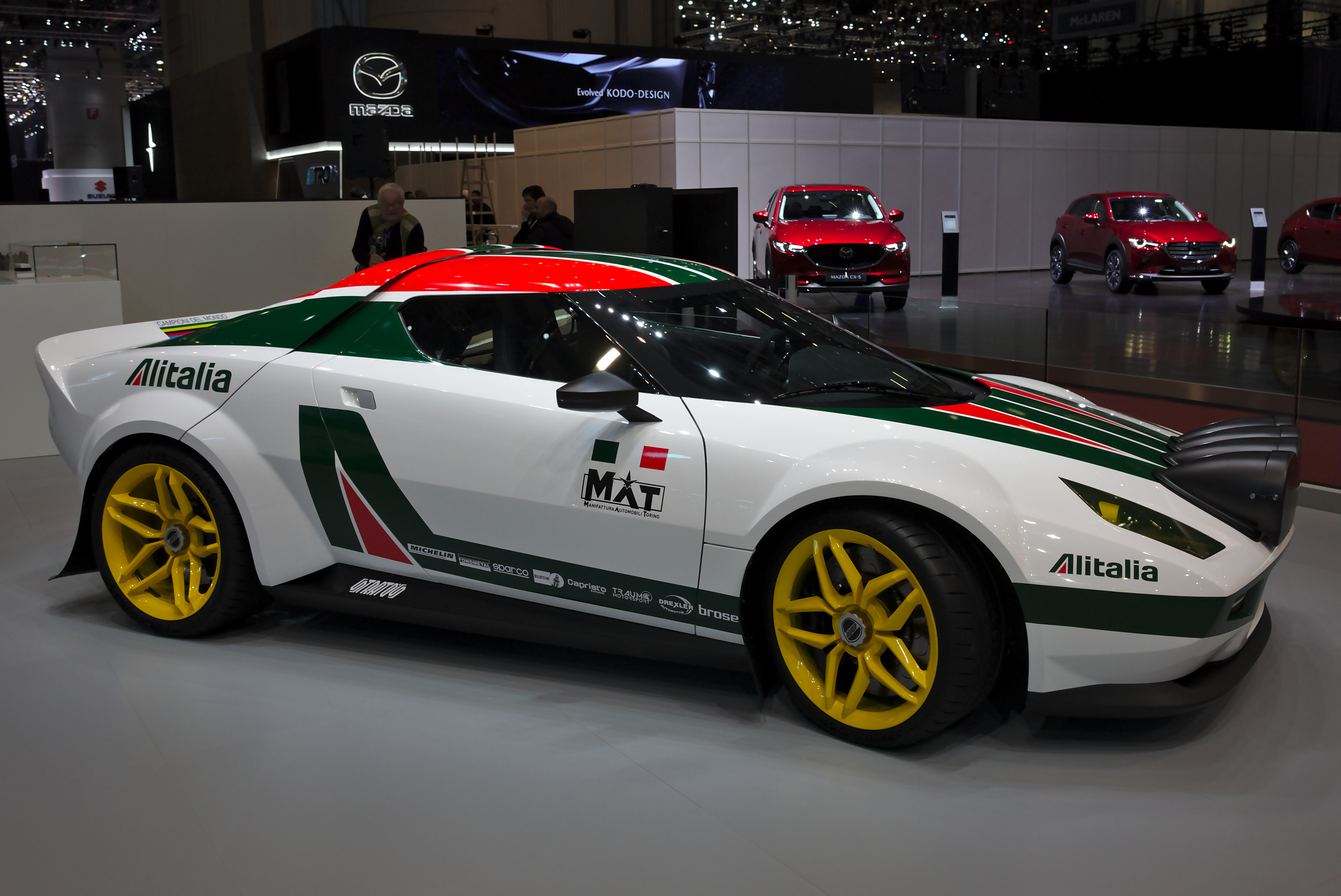
New Stratos auf dem Genfer Auto-Salon 2019

Der New Stratos ist ein Sportwagen, der als Reminiszenz an den Lancia Stratos HF von dem deutschen Unternehmer Michael Stoschek entwickelt wurde. Gebaut wird er bei Manifattura Automobili Torino (MAT) in Italien.

## Geschichte
Nachdem keine Neuauflage des Stratos von Lancia geplant war, gab der deutsche Unternehmer Michael Stoschek im Herbst 2008 einen New Stratos auf Basis des Ferrari 430 Scuderia bei Pininfarina in Auftrag. Am 13. Dezember 2010 wurde der New Stratos auf der Rennstrecke Circuit Paul Ricard in Frankreich der Öffentlichkeit vorgestellt. Fast alle Elemente des Basisfahrzeugs wurden abgeändert oder angepasst, um den Anforderungen zu entsprechen. Eine geplante Kleinserie scheiterte Ende 2010 zunächst an Ferrari. Trotz Verhandlungen mit anderen Kleinserienherstellern blieb das Modell bis 2018 ein Einzelstück.
Erst beim 88. Genfer Auto-Salon im März 2018 wurde ein Serienmodell gezeigt. Die Serie ist auf 25 Fahrzeuge limitiert und wird wie auch der Apollo IE von dem italienischen Unternehmen MAT gebaut. 2014 wurde MAT von Paolo Garella, der an der Entwicklung des New Stratos schon bei Pininfarina entscheidend beteiligt war, gegründet. Auf der Basis-Plattform entsteht das Fahrzeug als GT-Rennwagen, als Safari-Version und als Supersportwagen. Die Herstellungswerkzeuge wurden auf 25 Exemplare ausgelegt. Die Kleinserienproduktion lief etwa im Januar 2018 an. Das erste Fahrzeug wurde im April 2018 fertiggestellt und beim FIA-Bergrennen Trento-Bondone zusammen mit dem Einzelstück von 2010 vorgestellt. Im Mai 2023 waren neun der 25 Stratos verkauft.

## Technik
Wie der Lancia Stratos HF hat der New Stratos einen sehr kurzen Radstand und soll in Verbindung mit einem geringen Gewicht äußerst wendig sein. Entsprechend dem Original der 1970er-Jahre hat auch er einen Mittelmotor. Der New Stratos ist 33 cm kürzer als der Basis-Ferrari, das Fahrgestell ist 20 cm kürzer und aus Aluminium-Stangpressprofilen hergestellt. Es ist mit einem Stahlüberrollkäfig verbunden. Mit 44 Prozent vorn und 56 Prozent hinten ist die Gewichtsverteilung des New Stratos fast ausgeglichen.
Karosserie und Innenraum sind fast ausschließlich aus kohlenstofffaserverstärktem Kunststoff und Aluminium hergestellt. Die Widerstandsfläche des Fahrzeugs bei 140 km/h ist 0,739 m² (mit einem Luftwiderstandsbeiwert (cw) von 0,357 und einer Querschnittsfläche von 2,07 m²).
Trocken wiegt der New Stratos 1247 kg, das ist weniger als das Ferrari-Basismodell. 19-Zoll-Räder mit Zentralverschluss – wie aus dem Rennsport bekannt – mit Reifen in den Abmessungen 265/30 vorne und 315/30 hinten unterstreichen das keilförmige Erscheinungsbild des New Stratos. Eine Bremsanlage mit Keramikbremsscheiben von Brembo dient der Verzögerung. Am Lenkrad kann elektronisch die Dämpfung des – gegenüber dem Ferrari neu abgestimmten – Fahrwerks eingestellt werden.
Die Servoeinrichtung der Lenkung funktioniert elektrohydraulisch. Geschaltet wird mit den Schaltpaddeln der Ferrari-430-Rennversion. Dabei zeigen LEDs im Lenkrad dem Fahrer die optimalen Schaltpunkte an. Gangwechsel sind in weniger als 60 Millisekunden möglich. Das Sechsganggetriebe des Ferrari wurde mit einem mechanischen Sperrdifferenzial gekoppelt. Der New Stratos hat den 4,3-Liter-V-8-Motor des Ferrari 430 Scuderia statt des Ferrari-Dino-246-GT-Motors des originalen Stratos. Durch Steuergerät-Modifikationen und eine Sportauspuffanlage mit Fächerkrümmern und Sportkatalysatoren wurde die Leistung auf maximal 397 kW (540 PS) gesteigert, das maximale Drehmoment wird mit 519 Nm angegeben. Zwei Tanks in der Mitte des Fahrzeugs rechts und links fassen zusammen 180 l Treibstoff. In 3,3 Sekunden soll der New Stratos auf 100 km/h beschleunigen, in 9,7 Sekunden auf 200 km/h. Die Höchstgeschwindigkeit wird mit 274 km/h bis 330 km/h angegeben.

## Technische Daten
|                                             | New Stratos                   |
| Bauzeitraum                                 | seit 2018                     |
| Motorkenndaten                              |                               |
| Motortyp                                    | V8-Ottomotor                  |
| Hubraum                                     | 4308 cm³                      |
| max. Leistung bei min−1                     | 397 kW (540 PS) / 8200        |
| max. Drehmoment bei min−1                   | 519 Nm / 3750                 |
| Kraftübertragung                            |                               |
| Antriebsart, serienmäßig                    | Hinterradantrieb              |
| Getriebe, serienmäßig                       | Sequentielles 6-Gang-Getriebe |
| Messwerte                                   |                               |
| Höchstgeschwindigkeit                       | 274–330 km/h                  |
| Beschleunigung, 0–100 km/h                  | 3,3 s                         |
| Beschleunigung, 0–200 km/h                  | 9,7 s                         |
| Trockengewicht                              | 1247 kg                       |
| Kraftstoffverbrauch auf 100 km (kombiniert) |                               |